# シーグラム
シーグラム（The Seagram Company Ltd.）は、カナダの酒造メーカーである。1990年代にはMCAやポリグラムなどの娯楽企業を買収した。2000年に酒造部門と娯楽部門がそれぞれ別の企業グループに売却された。

## 沿革
- 1857年 - 後にシーグラムとなる蒸留酒製造所がカナダのオンタリオ州に開かれる。
- 1869年 - ジョセフ・シーグラムが前述の蒸留酒製造所の共同オーナーとなる。
- 1883年 - ジョセフ・シーグラムが単独オーナーとなる。
- 1928年 - ディスティラーズ・コーポレーションがジョセフ・シーグラムの蒸留酒製造所を買収し、社名をシーグラムに変更。
- 1995年 - 松下電器産業（現：パナソニック）からMCAを買収。
- 1996年 - 娯楽部門をユニバーサル・スタジオに改名。
- 1998年 - フィリップスからポリグラムを買収。
- 2000年 - 酒造部門をペルノ・リカールに、娯楽部門をヴィヴェンディに売却。以降シーグラムというブランド名はペルノ・リカールが使用している。

## 経営者
ディスティラーズ社はベッサラビアからのユダヤ系移民であるサミュエル・ブロンフマンが設立した。その後、シーグラムの社長には代々ブロンフマン一族が座っている。1957年から1989年まで社長を務めたエドガー・ブロンフマンは世界ユダヤ人会議の会長でもあった。
ブロンフマンを一躍有名にしたのは、1917年にアメリカで可決された禁酒法で1920年から全面的にアメリカ全土で全面的な禁酒が始まると、隣国のカナダにあったブロンフマン家は、ギャングやマフィアの重要な酒を調達するための供給源となった。ブロンフマンも積極的にギャングとマフィアと関わりを持ち、巧みに操りながら、酒を密売し、天文学的な財を築いた。その結果、ブロンフマンはわずか数年で一躍北米有数の大富豪の仲間入りを果たし、「造酒王」の称号をほしいままにした。禁酒法の時代に酒を密輸し、大儲けしたことで有名なアル・カポネもブロンフマン家の一介の売人にすぎなかったといわれるほど、莫大な財を築いており、証拠が全くないにもかかわらず、禁酒法がユダヤ人主導で行われたという陰謀論が根強く残っている由縁である。
その息子であるエドガー・ブロンフマン・ジュニアは若い頃は家業に反発し、音楽家、演劇プロデューサーとして身を立てていた。彼が1989年に社長に就任してからシーグラムがMCAやポリグラムを次々と買収したのはこのような背景からである。

エドガー・ジュニアはシーグラム売却後もヴィヴェンディ・ユニバーサルの副会長にとどまっていたが、同社をNBCが買収した際に退任。その後、2004年にタイム・ワーナーの音楽部門であるワーナー・ミュージック・グループを他の投資家たちと共同で買収し、2011年までそのCEOを務めた。